# Mars 1841

## Événements
- 4 mars : présidence Whig de William H. Harrison aux États-Unis.

- 22 mars, France : loi relative au travail des enfants employés dans les manufactures, usines et ateliers, première loi réglementant les conditions de travail. À la suite de l'enquête de Villermé, Tableau de l’état physique et moral des ouvriers dans les fabriques de coton, de laine et de soie (1840), le travail des enfants est réglementé dans l'industrie en France et organise leur protection. Le travail est interdit pour les moins de 8 ans, limité à 8 heures par jour entre 8 et 12 ans et à 12 heures pour les 12-16 ans, interdit la nuit pour les enfants de moins de 13 ans[1].

- 23 mars, France : début des débats à la Chambre sur la propriété littéraire.

- 29 mars, France : la Chambre rejette le projet Alphonse de Lamartine sur la propriété littéraire par 154 voix contre 108.

## Naissances
- 2 mars : Félix de Vuillefroy-Cassini, artiste et entomologiste français († 1er décembre 1918).
- 3 mars : John Murray (mort en 1914), biologiste marin canadien.
- 6 mars : Alfred Cornu (mort en 1902), physicien français.
- 20 mars : Giuseppe Sergi (mort en 1936), anthropologue italien.

## Décès
- Alexandre-François de La Rochefoucauld (Paris (paroisse Saint-Sulpice), 26 août 1767 – Paris Xe, 2 mars 1841), militaire, diplomate et homme politique français des XVIIIe et XIXe siècles.
- 13 mars : Casimir Picard (né en 1806), préhistorien français.
- 16 mars : Félix Savart (né en 1791), médecin, chirurgien et physicien français.